# Castillo de Scarborough
El Castillo de Scarborough es una fortificación medieval inglesa situada en una elevación rocosa que mira hacia el mar del Norte y hacia la localidad de Scarborough, en Yorkshire del Norte. Está tipificado como monumento planificado de importancia nacional. Su localización engloba asentamientos de la Edad de Hierro, una estación de señalización romana, un asentamiento anglo-sajón y su capilla, además del recinto del castillo, del siglo XII, junto a sus unidades de artillería del siglo XVIII.
Durante la década de 1130 se crearon unas fortificaciones para construir un castillo de madera, pero el castillo existente, hecho de piedra, data de la década de 1150. Tras los siglos, los monarcas medievales le agregaron nuevas estructuras, puesto que en aquel tiempo era una fortaleza importante que protegía la costa de Yorkshire, el puerto de intercambio de Scarborough, y el norte de Inglaterra de la invasión escocesa u otras huestes continentales. Debido a su fortificación sirvió de protección durante varias guerras civiles, sitios y conflictos, ya que los reyes luchaban contra barones rivales, enfrentaban rebeliones y arremetían contra las fuerzas republicanas, aunque la paz con Escocia y el fin de las guerras en el siglo XVII disminuyeron su importancia.
Estuvo ocupado por guarniciones y gobernadores, quienes a menudo amenazaban al pueblo, pero lleva en situación ruinosa desde los asedios de la Guerra Civil inglesa. Es una atracción turística con exhibición interactiva, así como en una serie de eventos especiales a cargo del English Heritage.

## Historia

### Historia temprana del sitio
Una serie de excavaciones arqueológicas llevadas a cabo durante la década de 1920 arrojaron evidencia de que aparentemente se construyó un castro sobre un cabo donde hoy se asienta el castillo. Asimismo, se encontraron hallazgos que datan de entre 900 – 500 AC, parte de la Edad de Bronce tardía/ Edad de Hierro temprana. De entre los hallazgos arqueológicos que datan de 3 000 años atrás, destaca una espada de la Edad de Bronce que se encuentra expuesta en la exhibición del castillo, y que se estima que servía como ofrenda en rituales.
En el siglo IV, los romanos construyeron una estación de comunicaciones sobre el castro en la cima del acantilado, que servía para advertir de la llegada de buques hostiles. Dicha construcción se aprovechaba de una fuente natural de agua fresca que fue conocida como el “Aljibe de Nuestra Dama”. Los restos de la torre de señales fueron excavados durante 1920, revelando que estaba dispuesta en un cuadrado alrededor de un pequeño patio. Medía cerca de 33 metros de ancho, y fue construida de madera sobre cimientos de piedra, con una portería y un foso exterior.
Los anglosajones construyeron una capilla sobre la estación de comunicaciones cerca del año 1000. Sus restos son todavía visibles. Se dice que había sido destruida durante la invasión de Harald Hardrada en 1066. Un poema islandés posterior, afirma que se le prendió fuego a un asentamiento vikingo alrededor de la bahía, en 1066, por las fuerzas de Hardrada, quienes armaron una gran hoguera sobre el cabo para aprovisionarse de tizones para lanzárselos a los aldeanos. Sin embargo, no hay evidencia arqueológica de dicho evento ni de ninguna presencia vikinga. La primera evidencia del asentamiento sobre la bahía coincide con el establecimiento del castillo de piedra alrededor de 1157-1164, el cual se erigió reemplazando un asentamiento pequeño en torno a una fortaleza de madera.

### Desarrollo y declive

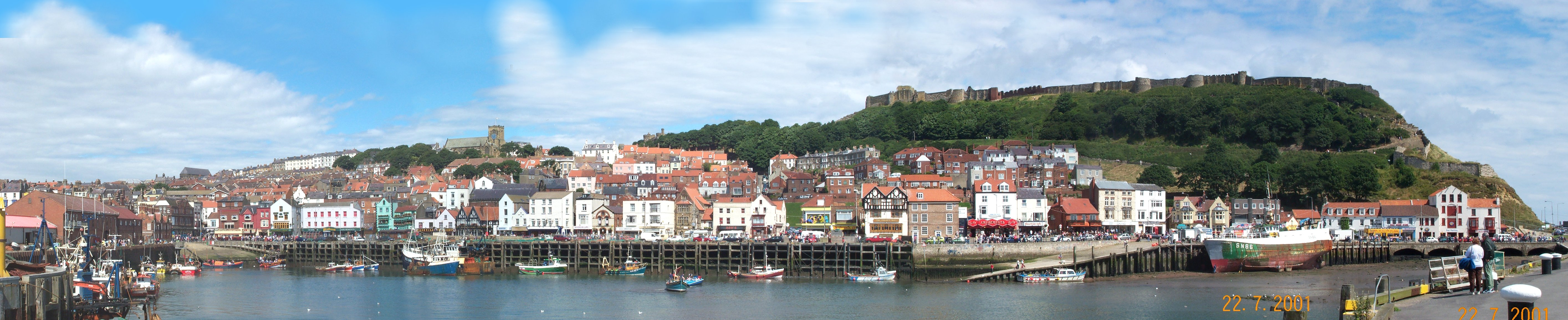
El castillo de Scarborough domina el promontorio que domina la ciudad; la iglesia de Santa María está en el centro.

William le Gros, Conde de Albemarle, un poderoso barón anglo normando y sobrino nieto de Guillermo el Conquistador, construyó una fortificación de madera luego de recibir el condado de York por parte del rey Esteban en 1138, como premio por su victoria en la Batalla del Estandarte. Es posible que Albemarle refundase el pueblo de Scardeburg, aunque hay poca evidencia de ello. Como sucede con otros castillos, podría haber habido al menos un asentamiento cercano. Alguna información sobre el establecimiento del castillo ha sobrevivido en la crónica de Guillermo de Newburgh, un monje quien en 1190 escribió acerca de su fundación. El castillo tenía una torre, un muro cortina, un foso seco y una capilla. Este castillo, de tipo mota castral posteriormente desapareció, y solo el pequeño montículo elevado de la mota es visible en el patio interior hoy día.
El destino de las fortificaciones originales no es claro. Enrique II ordenó que todos los castillos reales fueran devueltos a la corona. Tenía una política de destruir los castillos "adulterinos", construidos sin permiso real, durante el reinado caótico de Stephen. Inicialmente, Albemarle resistió el llamado de entregar Scarborough, que había construido en un Real Señorío, hasta que las fuerzas de Enrique llegaran a York. El castillo de madera se desvaneció – Guillermo de Newburgh, quien escribió en esos tiempos, afirmó que la estructura se había deteriorado debido al transcurso del tiempo y a los materiales, estropeado más allá de lo reparable, a consecuencia de los azotes del viento sobre el cabo. Interpretaciones posteriores ven esto poco probable y sostienen que Enrique quería estampar su marca sobre Scarborough, al demoler el fuerte de Guillermo y crear una estructura de piedra más fuerte. 
A partir del 1157, Enrique II reconstruyó el castillo usando piedra. Gran parte del trabajo de  construcción ocurrió entre 1159 y 1169, cuando el torreón de tres pisos fue construido y un muro de piedra reemplazó la empalizada de madera que protege el patio interior. Hacia el fin del reinado de Enrique en 1189, un total de 682 libras esterlinas, 15 chelines y 3 peniques habían sido gastados en el castillo, de los cuales 532 libras esterlinas fueron gastadas entre 1157 y 1164. El ingreso promedio anual de Enrique durante su reinado fue de cerca de 10.000 libras esterlinas. El castillo se convirtió en un baluarte septentrional estratégico para la Corona inglesa. Enrique II otorgó al pueblo que había crecido detrás de la fortaleza el título de Distrito Real.
Mientras Ricardo I no gastó nada de los fondos reales para hacer obras de mantenimiento o mejoras del castillo, su hermano el rey Juan I se aseguró de que fuera una residencia confortable para sí mismo y su séquito. El reinado de Juan era fuertemente rechazado por los barones del norte, por lo que el castillo de Scarborough fue fortificado como un baluarte estratégico. Juan visitó el castillo cuatro veces durante su reinado, y gastó una suma considerable en él. Él construyó el muro cortina sobre los lados oeste y sur durante 1202-1212, y una nueva sala denominada las “Cámaras de los Reyes”, más tarde conocida como la Sala Mosdale. En total, Juan gastó 2291 libras esterlinas, tres chelines y cuatro peniques en el castillo. Esto incluyó 780 libras esterlinas que fue destinado a reparar el techo del torreón en 1211-1212; Juan gastó más en el castillo que cualquier otro monarca. Los “Pipe Rolls”, registro de gastos de la realeza, muestran que Juan gastó más de 17.000 libras esterlinas en 95 castillos durante la expansión de su reinado, siendo Scarborough el que recibió la mayor inversión. 
Las mejoras continuaron bajo el reinado de Enrique III. Para entonces, Scarborough era un puerto próspero, y aunque Enrique nunca visitó el castillo, gastó una suma considerable en su mantenimiento. Alrededor de 1240-1250,  instaló una nueva barbacana que consistía de dos torres flanqueando la puerta de entrada, con otras dos torres protegiendo su aproximación, las cuales quedaron completadas en 1343, aunque han sido muy modificadas desde entonces. En estos tiempos, el castillo era una base poderosa que podía servir a los abusivos fines del inescrupuloso gobernador: Geoffrey de Neville, que usó la guarnición para tomar las mercancías de los puertos. Ya que no era necesario que los gobernadores residieran en el castillo, éstos se embolsaban dinero en vez de usarlo para reparaciones. Hacia mediados y finales del siglo XIII las defensas fueron decayendo, las tarimas se fueron pudriendo, faltaban tejas y las armerías carecían de armas. La corrupción continuó entre los custodios del castillo, quienes actuaron con impunidad puesto que el castillo estaba fuera de la jurisdicción del distrito. Durante 1270, el gobernador William de Percy bloqueó la entrada principal hacia Scarborough e imponía peajes ilegales.
A pesar de su declive, en 1265 el castillo fue encomendado al príncipe Eduardo, más tarde Eduardo I, quien estableció su corte allí en 1275 y 1280. En 1295 fueron acogidos en el castillo huéspedes de sus campañas para subyugar a Gales.

### Piers Gaveston sitiado, 1312

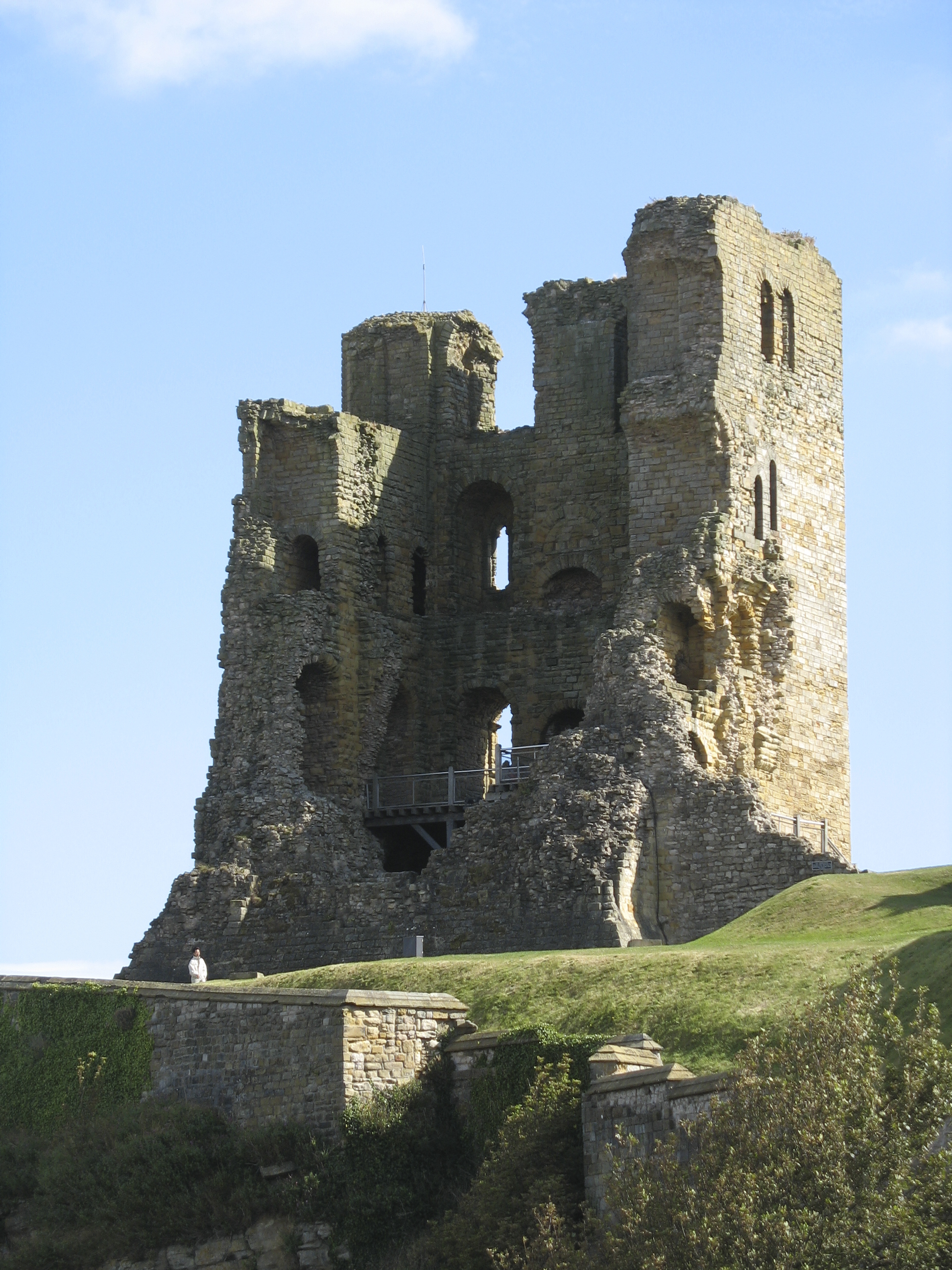
La torre del homenaje del siglo XII

Henry de Percy, quien ocupó el castillo desde 1308, tenía un panadería, una sala para producir cerveza y cocinas en el patio interior, y el castillo se convirtió una vez más en una fortificación importante. Eduardo II de Inglaterra encarceló allí a algunos de sus enemigos escoceses en 1311. En 1312 le dio a Isabella de Vesci los castillos de Bamburgh y Scarborough. El castillo fue considerado el lugar natural para que el caballero favorito del rey, el gascón Piers Gaveston, buscara asilo cuando fuera perseguido por los barones quienes habían impuesto las Ordenanzas de 1311. Las Ordenanzas fueron impuestas para restringir el poder del rey, y los barones vieron en Gaveston una amenaza a sus intereses. Robert Felton era gobernador del castillo de Scarborough en 1311 y fue asesinado en Stirling en 1314. En abril de 1312, Eduardo convirtió a Gaveston en el gobernador del castillo de Scarborough, pero su permanencia sería breve. En mayo, los condes de Pembroke y Warenne, junto con Henry de Percy, sitiaron y tomaron el castillo. A pesar de sus defensas poderosas, el castillo fue vencido debido a falta de provisiones. Gaveston fue escoltado fuera del castillo con la promesa de permanecer con vida, pero en su viaje hacia el sur fue capturado por el conde de Warwick y asesinado. A Scarborough no le tocó mejor suerte; Eduardo castigó al pueblo por no apoyar a Gaveston y le revocó sus privilegios reales, colocándolo bajo el mando directo de gobernadores designados.

### Asaltos posteriores y decadencia, 1318–1635
En los tiempos de la Guerra de los Cien Años, Scarborough fue un puerto importante para el comercio de lana, por lo que fue atacado en varias ocasiones por fuerzas enemigas. Debido a rumores de una invasión francesa, una investigación del estado del castillo condujo a realizarle reparaciones entre 1396 y 1400. Enrique VI ordenó importantes reparaciones entre 1424 y 1429. Ricardo III fue el último monarca en acceder al castillo. Ricardo residió en el castillo en 1484, mientras formaba una flota para luchar contra los Tudor, una contienda que al año siguiente le costó su vida.
Posteriormente a los ataques de las fuerzas de Francia y Escocia a principios del siglo XVI, en 1536 Robert Aske trató sin éxito de tomar el control del castillo durante la peregrinación de Gracia, una revuelta contra la disolución de los monasterios  y la ruptura de Enrique VIII con la Iglesia católica. Se realizaron reparaciones en 1537, y en 1538, cierta cantidad del plomo de las torres fue usado por el custodio, Sir Ralph Eure (Evers), para construir una caldera de cocción; Eure reportó que algunas de las paredes se derrumbaron. En 1557 las fuerzas leales a Thomas Wyatt el joven, quien se oponía a María I y al catolicismo, tomaron el castillo entrando disfrazados de campesinos. Su líder, Thomas Stafford, tomó posesión del castillo por tres días, y posteriormente fue ejecutado por alta traición en Tower Hill

### Sitios debido a Guerras Civiles (1642-1648)
En septiembre de 1642, durante el estallido de la Guerra Civil Inglesa, Hugh Cholmley ocupó el castillo como parlamentarista leal a Oliver Cromwell, pero cambió de bando en marzo de 1643. El castillo fue refortificado bajo las órdenes de Cholmley, incluyendo la creación de la batería de artillería de South Steel (Acero del Sur). Luego de la deserción de Cholmley, el castillo, con su guarnición de 700 soldados monárquicos, el pueblo y su puerto de suministro estratégico, apoyó a Carlos I. Los parlamentarios vieron en Scarborough un blanco monárquico importante, porque era el único puerto que todavía no se encontraba bajo su dominio. 
El 18 de febrero de 1645, John Meldrum tomó el control del pueblo que estaba bajo dominio de los monárquicos, cortando toda ruta de escape vía terrestre o marítima, manejando el puerto para el Parlamento. El mismo día, Cholmley se refugió en el castillo y rehusó entregarse, por lo que los parlamentarios se prepararon para lo que sería un sitio que duró cinco meses – uno de los más sangrientos de la Guerra Civil, con continua lucha. Las fuerzas Parlamentaristas montaron el cañón más grande del país, el Cañón Real, en la iglesia de Santa María, del siglo XII, debajo del castillo, y prosiguieron a disparar balas de 56–65 libras de peso (25 – 29 kg) que impactaron las defensas del castillo. Por otra parte, la iglesia ya estaba muy dañada luego de tres días de combate. El bombardeo destruyó parcialmente el torreón, pero las paredes externas no fueron vulneradas. Debido a que las fuerzas parlamentarias fueron incapaces de tomar el castillo, se dio un período particularmente sangriento de lucha mano a mano alrededor de la puerta de entrada barbacana en la que Sir John Meldrum fue asesinado.
Hacia julio la corriente estaba en favor de los parlamentaristas: el bombardeo,el escorbuto,la falta de agua, quizás la escasez de pólvora y la amenaza de hambruna, y solo 25 hombres en condiciones de pelear llevó a que se rindieran el 25 de julio de 1645. Solamente la mitad de los 500 defensores quedaron vivos. A continuación, el castillo fue reparado y rearmado por el Parlamento con una compañía de 160. Matthew Boynton, el nuevo gobernador del castillo, declaró ante el rey el 27 de julio de 1648, cuando los soldados no pudieron ser pagados. Esto llevó a un segundo sitio que llevó a que el castillo quedara nuevamente bajo control de los parlamentarios el 19 de diciembre, cuando la guarnición fue derrotada tanto por el invierno que comenzaba como por las fuerzas parlamentarias. El castillo cambió de dueño siete veces entre 1642 y 1648. Fue usado posteriormente como prisión para aquellos que fueran considerados enemigos de la mancomunidad inglesa, el período breve de republicanismo del país; la estructura del torreón sobrevivió, menos el muro oeste, que fue destruido en el bombardeo. El castillo fue devuelto a la Corona luego de la restauración de la monarquía en 1660.

### Desde 1660
El castillo fue usado como prisión desde 1650, la guarnición se incrementó en 1658 y en 1662 volvió a pertenecer a la Corona. George Fox, fundador de la Sociedad Religiosa de Amigos, estuvo preso allí desde abril a septiembre de 1666, debido a actividades religiosas vistas como problemáticas por Carlos II. El castillo decayó nuevamente: Jaime II no lo guarneció, apostando que sus defensas serían suficientes para resistir cualquier invasión holandesa, pero el pueblo fue sitiado por Guillermo III de Inglaterra durante la Revolución Gloriosa que derrocó a Jaime.
La Rebelión jacobita de 1745, una serie de levantamientos con el objetivo de restaurar en el trono a la Casa de Estuardo católica, encontró un castillo refortificado con baterías de armas y cuarteles para 120 oficiales y hombres en 1746. El torreón fue usado como polvorín y se le construyó la South Steel Battery. Un cuartel albergaba 120 soldados. Se construyeron tres unidades de artillería para proteger al pueblo y a la bahía. Dos daban hacia el sur y la otra estaba en el lado norte del patio del castillo. En 1748, la casa del Maestro Artillero fue construida y sirvió de alojamiento hasta comienzos del siglo XX, y hoy se encuentra allí la exhibición del castillo. El castillo estuvo calmado durante este tiempo. Más tarde, con la amenaza de la invasión francesa durante las Guerras Napoleónicas, surgió el establecimiento permanente de una guarnición, la cual permaneció hasta mediados del siglo XIX; los prisioneros franceses fueron retenidos en el castillo durante 1796.
Durante la Primera Guerra Mundial, Scarborough fue usada para propósitos de propaganda británica luego del bombardeo del pueblo a causa de dos buques de guerra del Imperio Alemán, SMS Derfflinger y SMS Von der Tann, el 16 de diciembre de 1914. El ataque mató a 19 personas y dañó al torreón del castillo, los cuarteles y muros cortina. El castillo fue dañado severamente debido al daño causado por 500 proyectiles orientados al pueblo y al castillo. Los cuarteles fueron demolidos como consecuencia del daño provocado por el bombardeo. En la Segunda Guerra Mundial, el castillo sirvió de centro secreto de escucha de señales de radio.

## Características

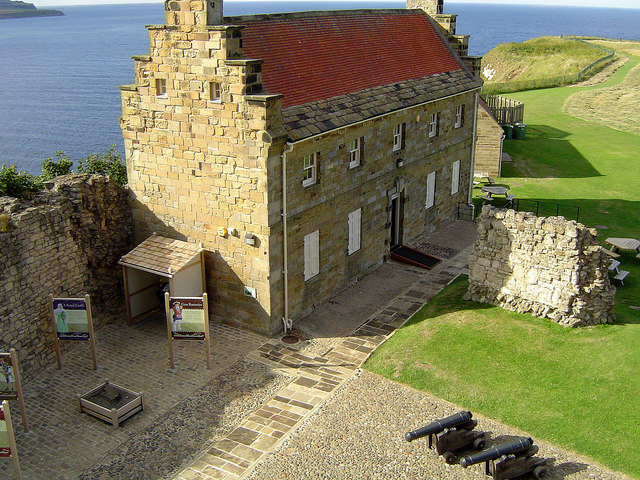
La casa del artillero maestro.

La localización del castillo toma provecho de un sitio defensivo natural sobre un cabo con acantilados escarpados, 91 m de alto, sobre tres sitios hacia el mar.  El cabo está unido a tierra firme mediante un istmo, donde una zanja o foso fue cortado, y una empalizada con una portería construida sobre el lado suroeste mirando hacia la tierra. El muro cortina de piedra data de fines del siglo XII y comienzos del siglo XIII cuando fue reforzado por el agregado de doce torres redondas en intervalos sobre su longitud de 210 m. El muro no rodea las edificaciones internas del castillo. La entrada consiste de una barbacana, o fortificaciones para proteger la portería, completada en el siglo XIV y flanqueada por dos torres medio circulares sobre terreno alto. Modificaciones de la barbacana han eliminado evidencia de un rastrillo y sus ranuras. La barbicana se encuentra reemplazando una fortificación del siglo XII construida cerca de los vestigios de una capilla anglosajona del siglo XI. 
Más allá de la portería principal, un puente de piedra, construido entre 1337 y 1338, para reemplazar dos puentes levadizos, lleva hacia los baileys o patios.  Conduce hacia el patio interno, que fue usado para talleres, oficinas, una cocina y un área de almacenaje. Usualmente se accede al patio interno de un castillo a través del patio externo. Sin embargo, el castillo de Scarborough es el caso opuesto.
El torreón del siglo XII de 26 m de alto y el aljibe de 46 metros de profundidad se encuentran en el patio interno. Del torreón, con su entrada en el primer piso, persiste su armazón, pero faltan el muro oeste, los pisos internos y el techo, como consecuencia de los bombardeos del siglo XVII. Este edificio cuadrado de cuatro plantas, con su pedestal inclinado para defensa, techo chato y cuatro torrecillas, tenía una altura de más de 30 metros. Los muros varían de 3.4 a 4.6 m de grosor y el muro oeste es el más grueso y hay varias ventanas, algunas obstruidas. Las esquinas tienen molduras decorativas redondas. Hay restos de una chimenea en el muro oeste de la primera planta, que formaba parte de un gran vestíbulo, donde los ocupantes comían y a menudo dormían. La segunda y la tercera planta estaban divididos en dos habitaciones para visitantes importantes o el gobernador y el sótano era un área de almacenaje. Estudios de resistividad de fines del siglo XX del patio interno ha rastreado los contornos de más edificios del siglo XII.
Los patios están separados por un muro de piedra, foso y orilla, con dos entradas defendidas. El patio exterior mayor debió usarse para eventos de entretenimiento sobre escenarios, cultivo de vegetales y guardado de animales; había un cementerio y la capilla de Santa María, que ha desaparecido completamente, aunque aún pueden verse los vestigios de una vieja capilla anglosajona sobre el sitio de una vieja estación de señalización romana. Un edificio medieval del siglo XII, de 30 m de longitud, se erguía en el patio exterior para alojar a los visitantes de la realeza. Dicho edificio consistía en una sala larga y una recámara con estufa usada por el monarca, y habitaciones para preparar y almacenar comida. El edificio fue demolido algún tiempo previo a un informe de 1538, que no lo menciona; solo los cimientos, excavados en 1888, aún permanecen. 
En el patio externo, un edificio llamado King's Chambers (las cámaras del rey) o Mosdale Hall, denominado así debido a un gobernador del siglo XIV responsable de mejorarlo, es un ejemplo de cómo el castillo ha sido alterado a través de los años. Originalmente construido en el siglo XIII y mejorado por Mosdale después de 1397, la edificación de dos plantas adyacente al muro cortina fue convertida en cuarteles de ladrillo rojo en el siglo XVIII. El edificio fue demolido luego de ser dañado severamente por proyectiles alemanes en 1914. El enladrillado rojo es claramente visible al lado del muro de piedra externo más antiguo, visto desde la bahía sureña de Scarborough. La Torre de la Reina, del siglo XIII, en el muro cercano, también tenía diferentes usos: inicialmente servía de alojamiento lujoso con letrinas privadas,fueron agregados en 1320 una terraza y grandes ventanas con vistas de la bahía. Dos de estas ventanas fueron bloqueadas y una de ellas fue convertida en un armario con un vertedero de basura. La Master Gunner's House, construida en 1748, sirvió de alojamiento hasta comienzos del siglo XX. 

### Explotación como atracción turística
Durante la segunda mitad del siglo XIX el castillo se convirtió en una atracción turística. Los cimientos de una sala medieval fueron excavados en 1888, y una fotografía de 1890 muestra cómo los visitantes usaban el terreno para practicar tiro al arco. Hacia 1920, el lugar quedó como propiedad pública bajo el cuidado del Ministerio de Obras (Ministry of Works). La demolición de los cuarteles del siglo XVIII expuso los cimientos medievales de Mosdale Hall, que aún pueden ser vistos. 
El emplazamiento del castillo, un monumento antiguo protegido gestionado por English Heritage desde 1984, es sede de varios eventos, usualmente durante la época estival, tales como actividades temáticas de pirata y de Robin Hood y un festival de cometas anual. Se dice que los terrenos del castillo están embrujados por tres fantasmas, uno de ellos un soldado romano. The Master Gunner's House (la casa del maestro artillero), hoy museo, tiene una exposición cuya pieza central es una espada de la Edad de Bronce descubierta en 1980. El patrimonio inglés ha invertido 250 000 libras para hacer de este sitio una atracción turística. Un centro del visitante provee admisión a todas las ruinas existentes, y tiene una exhibición de artefactos del lugar y miradores.